# Acontia eversmanni
Acontia eversmanni är en fjärilsart som beskrevs av Friedrich Anton Kolenati 1846. Acontia eversmanni ingår i släktet Acontia och familjen nattflyn. Inga underarter finns listade i Catalogue of Life.